# بیوری‌تاون (ویرجینیای غربی)
بیوری‌تاون (به انگلیسی: Beurytown) یک منطقهٔ مسکونی در ایالات متحده آمریکا است که در شهرستان سامرز، ویرجینیای غربی واقع شده‌است. بیوری‌تاون ۴۵۶٫۹ متر بالاتر از سطح دریا واقع شده‌است.